# Bicicleta de montanha

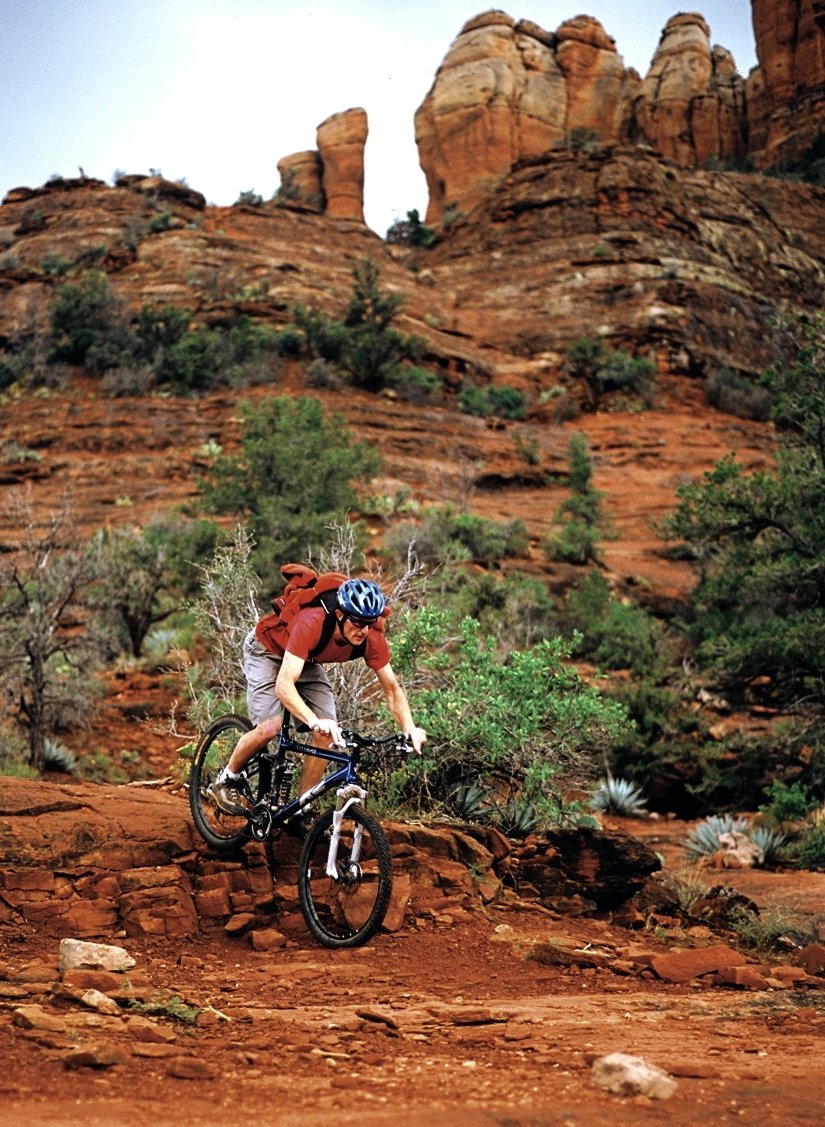
Mountain Bike no deserto do Arizona, Estados Unidos.

Uma bicicleta de montanha (em inglês mountain bike) ou bicicleta todo o terreno é um tipo de bicicleta usado no ciclismo de montanha (em inglês mountain biking), uma modalidade na qual o objetivo é transpor percursos com diversas irregularidades e obstáculos. 
Na maioria dos países de língua latina, para além de ciclismo de montanha, este esporte é também chamado de bicicleta todo o terreno, em sigla BTT, sendo esta a designação utilizada em Portugal e restantes países lusófonos, à exceção do Brasil, onde é conhecido popularmente pelos termos ingleses mountain bike ou mountain biking, comumente abreviado como MTB. No entanto, surgem por vezes as designações de ciclismo de montanha, e esporadicamente BTT, à semelhança da restante lusofonia.
Curiosidade histórica foi a tentativa de introduzir em Portugal a designação VTT (do francês, Velo Tout Terrain), porque as primeiras bicicletas deste modelo tinham sido importadas deste país. A opção BTT resultou de polémica jornalística entre Alves Barbosa, ligado à FPC - Federação Portuguesa de Ciclismo, adepto da designação francesa, e Marcos Serra, co-fundador da FPCUB - Federação Portuguesa de Cicloturismo e Utilizadores de Bicicleta,que fez prevalecer a sigla BTT.
O ciclismo de montanha é praticado em estradas de terra, trilhas de fazendas, trilhas em montanhas e dentro de parques e até na cidade.
O ciclismo de montanha é um esporte que envolve resistência, destreza, concentração e autossuficiência. Como é comum a prática do esporte em locais isolados, o aspecto de autossuficiência é importante para que o ciclista consiga realizar pequenos reparos em sua bicicleta, e concentração por ser um esporte que exige muito do psicológico para enfrentar os diversos obstáculos.

## História
A modalidade desportiva ciclismo de montahanasceu na Califórnia no meio da década de 1950 através de brincadeiras de alguns ciclistas e de alguns surfistas que procuraram desafios bem diferentes das competições de estrada tradicionais e atividades para dias sem ondas.
Os primeiros nomes que apareceram foram:
John Finley Scott: "provavelmente" a primeira pessoa a modificar uma bicicleta exclusivamente para andar na terra - em 1953. Utilizou um quadro para passeio Schwinn, pneus largos, conhecidos como balão, guidão reto, travões cantilever e desviadores traseiros e dianteiros;
Tom Ritchey e Gary Fisher: pioneiros na prática do esporte e no desenvolvimento de componentes em série, como futuramente bicicletas próprias para o novo estilo. Fundadores das empresas Gary Fisher e Ritchey; 
Joe Breeze: Confeccionou a primeira bicicleta para a pratica do Mountain Bike, a Breezer # 1 em outubro de 1977.

## Equipamento
As bicicletas de montanha diferem das bicicletas de estrada em diversos aspectos:
- Usam pneus mais largos e cardados (com cravos e geralmente acima da largura 1.5"), que absorvem impactos de forma mais eficiente, são robustos, possuem maior aderência em terrenos enlameados e oferecem maior controle e tração da bicicleta em terrenos acidentados, na areia e na lama. Em contrapartida, oferecem baixo desempenho em trechos asfaltados. Os tamanhos mais comuns dos pneus de MTB são 1.8-2.2 para o XC, 2.0 a 2.4 para o freeride, enduro e downhill (referência).
- Usam amortecedores, na frente, atrás ou dois, um na frente e outro atrás, conhecidas como bicicletas Full Suspension, projetadas para oferecerem maior conforto e, consequentemente, reduzir os impactos sentidos pelo ciclista e permitir maior controle da bicicleta. É importante ressaltar que não é necessário possuir o amortecedor traseiro, motivo pelo qual diversos ciclistas de diversas categorias do Mountain Bike preferem bicicletas Hardtail (rabo duro, em português, ou bicicletas rígidas, com ou sem amortecimento dianteiro) do que Full Suspension (suspensão brutalica, em inglês, ou bicicletas com dois amortecedores). Eles podem ter diversos sistemas de amortecimento: amortecimento pneumático, entre outros sistemas combinados (mola com elastômero, mola com ar, mola com óleo, ar óleo e mola, ou até mesmo elétricos (elementos de amortecimento, mais o circuito eletrônico).
- Possuem quadros reforçados e mais resistentes, especialmente nas modalidades que incluem saltos e quedas de grandes alturas, mas sem comprometer gradativamente no peso do conjunto, como é o caso das bicicletas destinadas para a categoria All Mountain;
- O guiador (guidão) pode possuir diversos formatos, cada um com suas vantagens e desvantagens. Podem ser retos (inicialmente utilizaram-se guidões retos) ou curvos, com diversas angulações.
- Nas primeiras bicicletas, utilizava-se rodas de 26", em vez dos aros 700 do ciclismo de estrada. Os aros costumam ser de parede dupla, mais reforçados e pesados que os de ciclismo de estrada, de modo a evitar deformação nas ultrapassagens de obstáculos. Recentemente começaram a ser usados também aros de 29", 27,5" (ou 650b). Na década de 2010, o aro 29 estabeleceu-se como o padrão para as provas de XCO, XCP eXCE; as rodas 27,5" ou 650b passaram a ser o tamanho mais comum para as bicicletas de All-mountain, Freeride e Enduro, embora alguns competidores, como Nino Schurter, as utilizem no XCO. No Downhill, as rodas 26" ainda são maioria, porém as rodas 650b começam a ser cada vez mais presentes também nesse tipo de prova.
- As relações de marchas, eram inicialmente maiores e mais leves que nas bicicletas de estrada, mas possuem a mesma precisão. Hoje em dia a quantidade de marchas varia 18 e 27 marchas entre as bicicletas mais básicas e 11 a 33 marchas nas bicicletas mais modernas, já que em 2012 foram introduzidas os grupos de marchas com 2 coroas (2x9 ou 2x10) e em 2013, os grupos com 1 coroa (1x11).

A tendência de mercado é que bicicletas de montanha venham a ter a relação de marchas muito parecidas com a das bicicletas de estrada, como é o caso de muitas bicicletas de montanha de Cross Country que começaram a ser equipadas com relação de 20 marchas (10 marchas na catraca e duas na coroa), como é o caso das bicicletas de estrada. A partir de 2018 foi lançado no mercado das Mountain Bikes o câmbio de 12 velocidades, eliminando o câmbio dianteiro por definitivo nas bicicletas de competição, revolucionando o seguimento, tornando-se padrão nos anos seguintes até nas bicicletas de montanhas para iniciantes. Outra alteração que vem ocorrendo na tecnologia das bicicletas de montanha são os canotes retráteis, mais usados nas bicicletas de descida, porém bastante utilizado nas bicicletas de Cross Country a partir de 2020.

## Modalidades
Há várias modalidades esportivas que podem ser incluídas na categoria Mountain Bike. O equipamento mínimo em todas elas, além de uma bicicleta adequada, é composto de capacete, luvas, uma câmara-de-ar reserva, bomba-de-ar, água (mochila com depósito ou cantil encaixado na bicicleta, com água ou mistura isotónica) e alimentos (geralmente barras de cereal, frutas ou algo igualmente rico em carboidratos e fácil de carregar). E o mais importante: por ser um esporte, de maneira geral, individual, é de extrema importância que o ciclista possua conhecimentos básicos de manutenção e reparo de bicicletas.

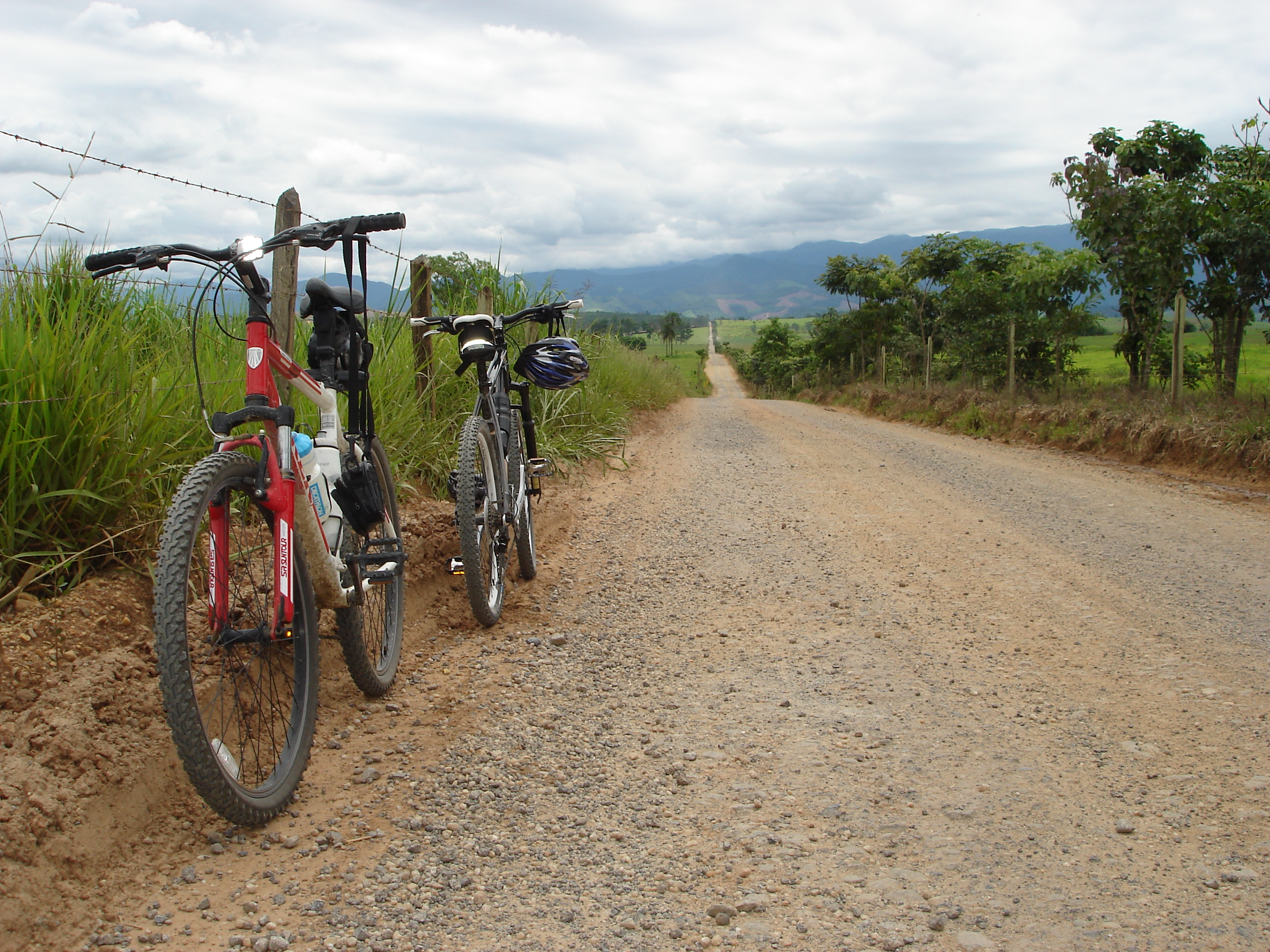
Trip Trail em Pindamonhangaba, com a Serra da Mantiqueira ao fundo.

- Cross-country ou XCO: É a prova disputada em estradas de terra,que possuem um alto nível de decidas e subidas técnicas com pedras e raízes,geralmente as provas de xco não são muito longas iguais as de maratonas,apresentam em torno de 30 a 40 km mas em percursos técnicos e pesados.Uma das provas mais importantes de xco é a copa do mundo,que tem melhorado a cada ano.

- Trip Trail ou Maratona ou XCM: É o tipo de prova em que o percurso é longo e leva de um ponto a outro, que pode ser ou não o mesmo do início da prova. Sendo no mesmo ponto, você só dá uma volta. Tem o nome Trip Trail porque é praticamente uma viagem por trilhas e estradas de terra. Quando o percurso é bem longo, pode ser chamado também de Maratona e chega a levar dois ou até três dias. Exemplos nacionais de provas dessa modalidade são o Big Biker e o MTB Trip Trail Ecomotion. Esse tipo de prova pode compor uma das modalidades de um rali, sendo as outras com veículos automotores - como é o caso do Cerapió(ou Piocerá). Outras vezes, uma prova de Trip Trail compõe um dos trechos de uma Corrida de Aventura, como por exemplo o Ecomotion Pro. As trilhas feitas por lazer pelos entusiastas do Mountain Bike costumam ter a característica de um trip trail.
- Cross Country Kids ou XCK: É a modalidade de mountain-bike feita para crianças de 2 a 15 anos. São semelhantes às provas de XCO porém, com grau técnico e distâncias adequadas de acordo com a idade dos atletas. As competições são realizadas em circuitos demarcados e com extensão total entre 1 a 1,5 km. O número de voltas é definido de acordo com a categoria/idade. No Brasil, o ano de 2022 vai marcar o início oficial da modalidade com a realização da Copa Brasil de MTB XCK.

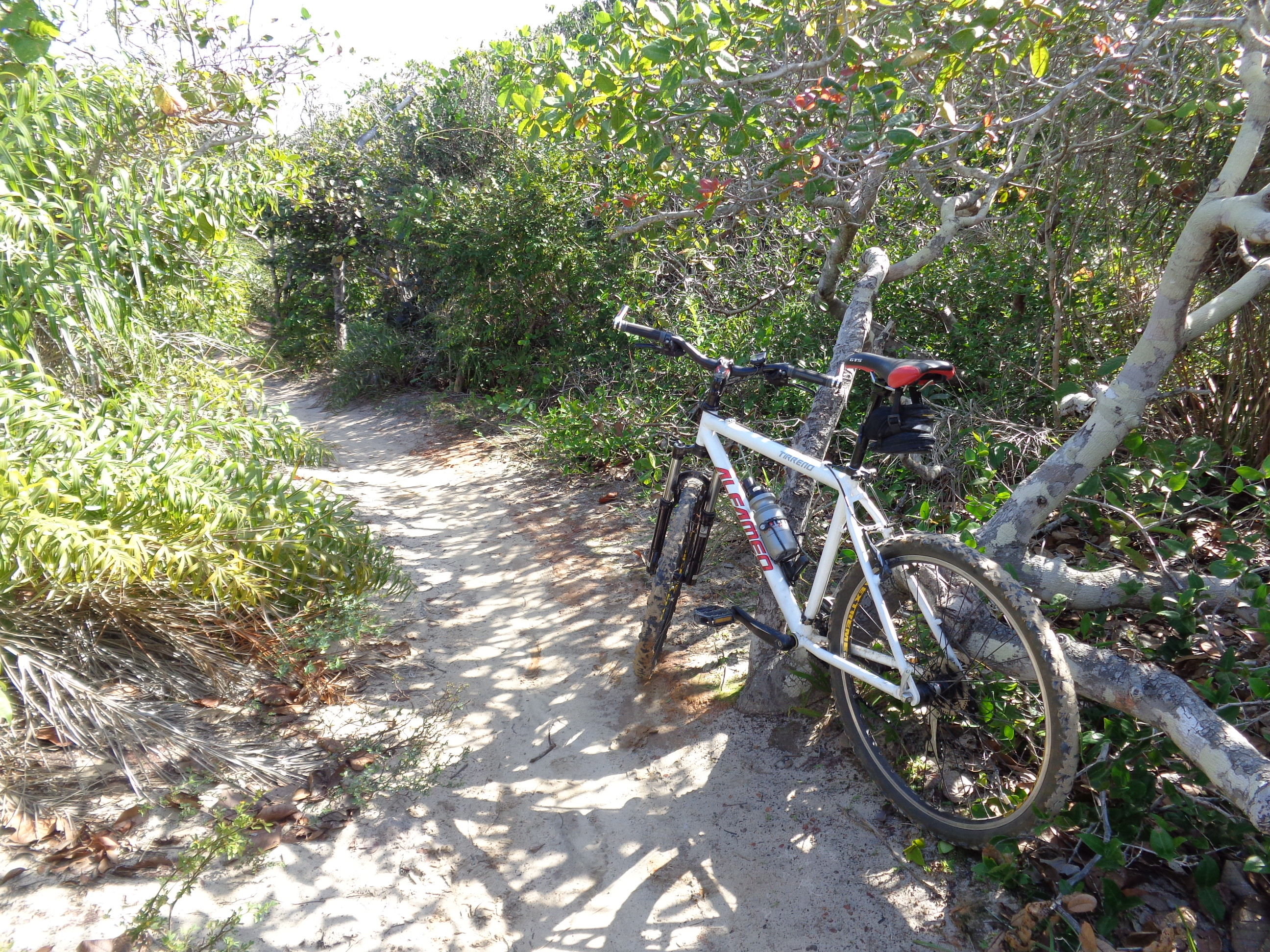
Singletrack em Itaúnas

- Singletrack:  uma modalidade de Mountain Bike praticada em terrenos de terra, acidentados com montanhas e trilhas, muitas vezes dentro de matas fechadas. É uma versão ciclística do double track ou fire road que é praticado com veículos que possuem quatro rodas, ou os off-roads. Singletrack é a interação de Mountain Biking com a Natureza, desfrutar do esporte com um ambiente as vezes inóspito.

- Eliminator ou XCE: é uma modalidade disputada geralmente em um circuito menor que o XCO, mais rápido, e com mais obstáculos onde o atleta é obrigado a fazer muita força para conseguir o melhor tempo. Cada atleta tem direito a uma volta rápida para marcar seu tempo oficial, depois, são efetuadas baterias classificatórias com quatro atletas, classificando os dois atletas mais rápidos, até que se dispute a final com quatro atletas.

- Downhill ou DH: No downhill, o ciclista passa por um percurso em descida, com no máximo algumas poucas retas, precisando passar por terreno bastante irregular, natural ou artificial, com jumps (pontos de salto), gaps (vãos a serem transpostos com ou sem ajuda de rampa) e drops (grandes degraus onde o ciclista se deixa "cair" para transpor), enfrentando situações de bastante risco. Nesse tipo de prova costuma-se usar um capacete full-face (capacete fechado que protege o queixo, parecido com o de motociclismo), joelheira com caneleira e muitas vezes colete e cotoveleira. Os ciclistas descem um a um, com tomada de tempo individual. Um exemplo é o Campeonato Brasileiro de Downhill, organizado pela Confederação Brasileira de Mountain Bike (CBMTB.COM).

- Freeride: Uma variação do Downhill, o Freeride é utilizado como forma de lazer, tendo como principal diferença a utilização de terrenos variados, em vez de apenas descidas, além dos passeios chamados north shores - que consistem em andar por cima de árvores caídas ou por trajetos no alto de madeiras, criados dentro de florestas. Como consequência, a bicicleta de Freeride apresenta algumas variações em relação ao Downhill, como por exemplo o uso de mais de uma coroa (na relação de marchas dianteira). Os passeios de Freeride dentro das cidades são chamados comummente de Urban Assault e usam obstáculos urbanos, frequentemente escadarias, além de obstáculos construídos de forma fixa ou obstáculos removíveis que são montados na hora e levados embora depois. Downhill, Freeride e 4X são considerados por seus praticantes como "o lado extremo do ciclismo".

- 4X: O 4X (lê-se four cross)é uma modalidade que possui obstáculos derivados do BMX em um terreno inclinado, tendo largada com gate no estilo BMX, onde quatro competidores descem simultaneamente. Deriva do BMX e do Dual Slalom - uma modalidade em que desciam dois competidores por vez e que era mais parecida com o Downhill. O Dual Slalom caiu em desuso com a introdução do 4X. Os pilotos de 4X costumam vir tanto do BMX como do Downhill. É uma modalidade de ciclismo que tem caído nas graças da TV aberta, tendo eventuais transmissões pela Rede Globo.

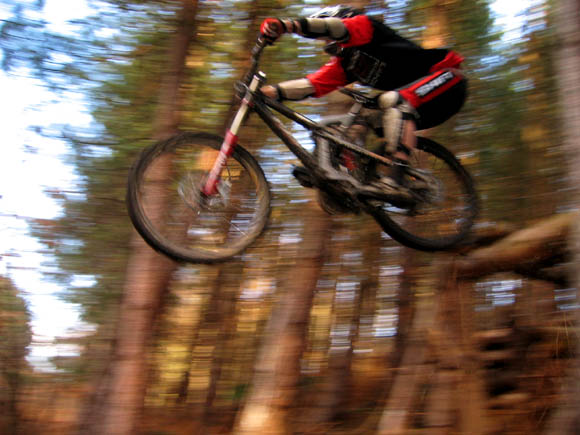
Ciclista praticando Freeride

- Trial - Nessa modalidade, o percurso consiste de obstáculos diversos para serem transpostos pelos competidores, que podem ser compostos de cavaletes, troncos, pedras, latões, muros e até carros. As bicicletas costumam ter quadros pequenos, reforçados, freios hidráulicos, protetor debaixo da coroa e pneus mais vazios, principalmente o traseiro, que além de mais vazio não tem câmara, é mais largo e composto de uma borracha bem mole, para aumentar o grip. Os competidores começam com determinada pontuação e perdem pontos a cada vez que tocam o chão com algum dos pés.

- BMX: O nome deriva de Bicycle Motocross, pois as primeiras bicicletas imitavam essas motos. As provas são disputadas em circuito com várias voltas e obstáculos como jumps e curvas de parede, geralmente por competidores muito jovens, com bicicletas menores, de aro 20". Há outras modalidades relacionadas ao BMX, como por exemplo Vertical e Freestyle.

- Enduro de Regularidade: É a prova disputada com uma planilha, que contém as referências a serem seguidas e a média horária estipulada pela organização. O objetivo desse tipo de competição não é ser o primeiro a chegar, mas sim ser o mais regular. Chegar no horário exato concede ao competidor ZERO pontos. Para cada segundo de atraso ele será penalizado com UM ponto e para cada segundo adiantado, TRÊS pontos. O vencedor será aquele que obtiver o menor número de pontos. Normalmente é disputado em duplas. A prova é disputada em estradas abertas e trilhas fechadas.

- Enduro Mountain Bike:   Enduro é uma modalidade do MTB onde há predominância de descidas nos percursos em relação as subidas. O objetivo da modalidade 'testar a técnica de pilotagem em conjunto com a resistência do piloto.